# Mysateles prehensilis
Mysateles prehensilis är en däggdjursart som först beskrevs av Eduard Friedrich Poeppig 1824.  Mysateles prehensilis ingår i släktet Mysateles och familjen bäverråttor. IUCN kategoriserar arten globalt som nära hotad. Inga underarter finns listade i Catalogue of Life. Wilson & Reeder (2005) skiljer mellan två underarter, nominatformen och Mysateles prehensilis gundlachi.
Arten förekommer i Kuba och på några mindre tillhörande öar. Den lever i olika slags skogar och klättrar där i träd eller i undervegetationen. Mysateles prehensilis har främst blad som föda.
Arten blir med svans 55 till 75 cm lång och den väger 1,4 till 1,9 kg. Svansen är lite kortare än huvud och bål tillsammans. Vissa delar av svansen kan användas som gripverktyg. På ovansidan förekommer grå till svartaktig päls och undersidan är täckt av vit päls som blir fram mot stjärten mera ljusbrun.
Denna gnagare är främst nattaktiv men den letar ibland på dagen efter föda. Troligen lever varje individ ensam med ett avgränsat revir när honan inte är brunstig. Som hos andra släktmedlemmar bör det inte finnas särskilda parningstider. Även dräktighetstiden och livslängden antas vara lika.